# Beiuș
Beius là một thị xã thuộc hạt Bihor, România. Dân số thời điểm năm 2002 là 10985 người.